# Світова федерація українських жіночих організацій

Плакат до 70-річчя СФУЖО

Світова Федерація Українських Жіночих Організацій (СФУЖО) (англ. World Federation of Ukrainian Women's Organizations) — жіноча організація, утворена у 1948 році на Світовому Конгресі Українського Жіноцтва у Філадельфії з метою згуртувати українське жіноцтво по своїх організаціях, координувати їх працю, репрезентувати їх перед своїм громадянством і чужинецьким світом і вести працю в обороні українського народу.
З 1983 Екзекутива СФУЖО і журнал «Українка в світі» перенеслися з Америки до Канади.
Світова Федерація Українських Жіночих Організацій (СФУЖО) – міжнародна координаційна надбудова є співзасновницею та членом Світового Конґресу Українців (СКУ). Працюючи під гаслом «Об’єднані любов’ю до України – для її перемоги та відновлення!», СФУЖО гуртує покоління українок у діаспорі задля збереження національної ідентичності, захисту прав жінок, підтримки України та розбудови сильних українських громад.
Станом на 2025 рік СФУЖО, з офісом в м. Торонто, Канада, об'єднує 24 складових  і 22 прихильних організації із 30 країн світу. 

## Заснування
Членкинями-засновницями СФУЖО були 10 організацій:
- Союз українок Америки
- Український Золотий Хрест (США)
- Організація українок Канади ім. О. Басараб
- Ліґа українських католицьких жінок Канади
- Об'єднання українських жінок Німеччини
- Союз українок Франції
- Організація Українських Жінок Великої Британії
- Об'єднання українок Бельгії
- Союз українок Аргентини
- Організація Українських Жінок Бразилії,

Згодом ще увійшли:
- Союз українок Австралії
- Об'єднання Жінок Ліґи Визволення України (Канада)
- Об'єднання Українських Жінок Венесуелі
- Український Жіночий Союз Австрії
- Об'єднання Жінок Оборони Чотирьох Свобод України в Америці
- Жіноче Товариство ім. Олени Теліги (Англія)
- Об'єднання Українських Православних Сестрицтв у Америці
- Об'єднання Жінок «Просвіти»
- Організація Жінок «Відродження» (обидві в Аргентині).

## Діяльність
СФУЖО була ініціатокою різних акцій (відзначення річниць феміністичного руху, поглиблення виховної праці, творення музейних збірок, усучаснення суспільної опіки, нав'язання міжнародних зв'язків тощо), з чого виникли: Літературний конкурс фундації Марусі Бек, виховні семінари для батьків, гуртки книголюбів, допомогові акції «Мати й Дитина», Фонд П'ятисот. СФУЖО відновила зв'язок із Міжнародним Жіночим Союзом і Міжнародною Жіночою Радою, які визнали для СФУЖО статус заприязненої організації, стала членкинею Світового Руху Матерів (Париж) і міжнародної секції Генеральної Федерації Жіночих Клубів у США, вносила петиції і меморандуми до різних міжнародних організацій в обороні української культури, жінок-ув'язнених, роз'єднаних родин, проти переслідування церков і непосильної фізичної праці жінки. 
Управа СФУЖО з 1949 має сторінку в журналі «Наше життя» («СФУЖО»), з 1975 — у журналі «Жіночий Світ»; з 1963 видає бюлетень «Українка в світі» (ред. Ірина Пеленська-Винницька), 1957 вийшла коротка історія жіночого руху «На громадський шлях» І. Павликовської.
За звітний час від 2007—2012 років СФУЖО, як рівноправна з Світовим Конґресом Українців (СКУ) і у тісній співпраці з СКУ та іншими громадськими організаціями в діяспорі, вела активну працю у підготовці: відзначення 75-річчя Голодомору в 1932—1933 роках в Україні, відзначення історичних державних дат України, вшанування видатних Національних Героїв України, письменниць, поетес, мисткинь тощо. Відзначили і внутрішні дати — це 60-ліття СФУЖО та 45-ліття пресового органу журналу «Українка в світі».
У серпні 2007 року в Києві був проведений ІХ Конґрес СФУЖО. Річні наради відбулися: у вересні 2008 року в Торонто, Канада;
Урочисте відзначення 60-ліття Світової Федерації Українських Жіночих Організацій та 45-ліття видання «Українки в світі» відбулося 28 вересня 2008 року в Торонто під час Річних Нарад СФУЖО. 
Кожного року Комісія репрезентації СФУЖО до ООН — NGO бере участь у Комісії статусу Жінки при ООН. В 2009 році від 3—13 березня була проведена 53 Сесія Комісії Статусу Жінки на тему: «Рівноправна відповідальність жінок та чоловіків, включно з опікою над хворими на СНІД». У цій сесії брало участь приблизно 2000 жінок із 117 країн світу. 
18 і 19 серпня 2009 року у Львові в актовій залі Національного університету «Львівська політехніка» СФУЖО провела свої Річні Наради, на які прибули 23 делегатки із 12 жіночих організацій різних країн світу та численна кількість гостей із жіночих організацій України.
26—30 квітня 2010 р. — заступниця голови СФУЖО Анна Шепетик взяла участь у роботі ХІХ З’їзду Ліґи Українок Канади та XXV З’їзду Ліґи Українців Канади. Вона прозвітувала про працю в СФУЖО. Після звіту А. Шепетик подарувала делеґатам з’їзду примірники журналу СФУЖО «Українка в світі» в українській та англійській мовах та представила книгу «50-ліття СФУЖО».
30 квітня 2010 р. — на запрошення Ліґи Українок Канади голова СФУЖО взяла участь у вечорі, присвяченому українським іміґрант(к)ам минулих століть, які приїхали до Канади через місто Галіфакс. ЛУК готує матеріали та експонати для українського відділу в музеї «Pier-21» у Галіфаксі. На ІІІ Міжнародний конґрес діаспори, який організували і провели 23, 24, 25 червня 2010 року у Львові Міжнародний інститут освіти, культури та зв’язків із діаспорою (МІОК) Національного університету «Львівська політехніка» прибуло понад 400 учасників із 28 країн світу.
9—20 серпня 2010 р. СФУЖО провела Річні Наради у місті Перемишль, Польща у приміщенні готелю «Gromada».
1,2,3 червня 2011 р. відбулася сесія експертної групи ООН у підготовці до відзначення 20-ї річниці Міжнародного дня родини в 2014 р. Надія Шміґель, головна представниця СФУЖО, як співголова Комітету Родини, була запрошена на сесію на тему: «Оцінка політики щодо сім’ї: боротьба з бідністю сім’’ї, соціальною ізоляцією та забезпеченням балансу між працею та батьківськими обов’язками».
У серпні 2011 року у Львові проведена Європейська конференція в рамках СФУЖО та Міжнародний форум українських жіночих організацій у співпраці Світової Федерації Українських Жіночих Організацій та Міжнародного інституту освіти, культури та зв’язків із діяспорою університету «Львівська політехніка». Форум проведено за пропозиціями жіночих організацій діаспори й України.
У 2011 році наради відбулися у Львові після програми Міжнародного форуму українських жіночих організацій. На річних нарадах обговорювалася підготовка до Х Конґресу СФУЖО у 2012 році. 
12 листопада 2011 року у приміщенні міської ратуші м. Торонто відбувся симпозіум на тему: «Проти їхньої волі: Реальність торгівлі людьми». Організаторкою та модераторкою програми була Орися Сушко, котра вже кілька років очолює комітет СФУЖО «Протидії торгівлі людьми».
4 липня 2012 року — заступниця голови СФУЖО Оля Даниляк брала участь у пленарному засіданні Ліґи Українських Католицьких Жінок Канади, де розповіла про працю СФУЖО та видання журналу «Українка в світі». 	
У червні 2013 СФУЖО подали свої пропозиції до парламентських слухань у Верховній Раді про стан дотримання людських прав в Україні.
18—19 серпня, 2013 року у м. Львові, в приміщенні Міжнародного інституту освіти, культури та зв’язків із діаспорою Національного університету “Львівська Політехніка“ успішно пройшли Річні Наради СФУЖО. 
У 2014 із приводу 200-ліття від дня народження Тараса Шевченка, СФУЖО звернулись до уряду України з пропозицією визнати день у році для вшанування пам’яті Шевченка. Відповідний лист у цій справі був надісланий до новообраного Президента Петра Порошенка.
У неділю, 29 березня 2015 р. СФУЖО провела дискусію на тему «Українки у світі в сучасних обставинах». 
3—5 вересня 2015 р. в Стокгольмі, Королівство Швеція, відбулися Річні Наради СФУЖО. В засіданнях брали участь більше 50 учасниць, зокрема 20 офіційних делегаток крайових організацій та гостей з 12 країн, гості з України та Швеції. 
2 грудня 2017 року річні наради відбулися у формі телеконференції.

## Суспільно-громадська праця

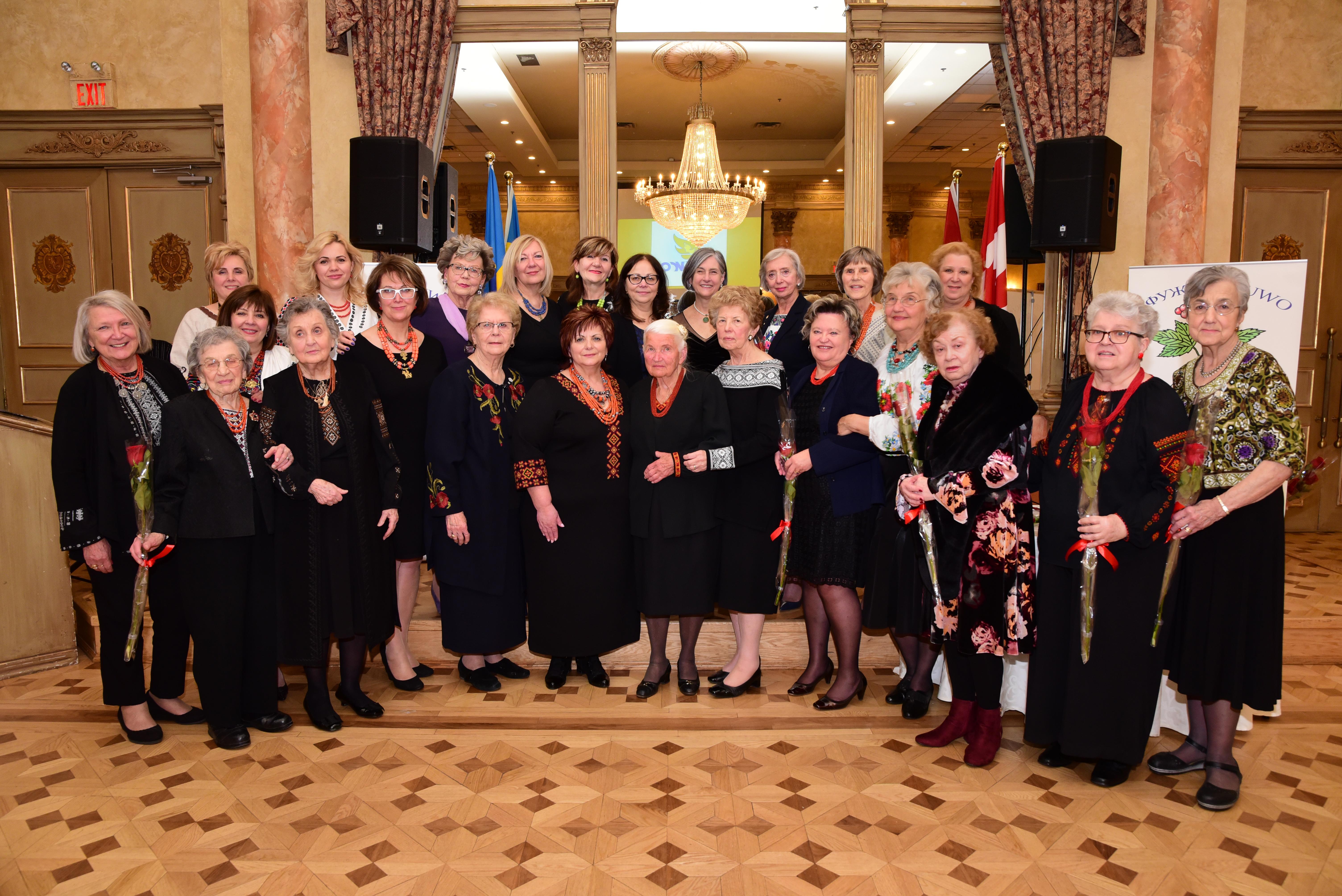
Членкині СФУЖО на святкуванні 70-річчя організації в Торонто, 2019

Комісія Суспільної Опіки при кожній складовій жіночій організації СФУЖО є однією із найважливіших ділянок праці. Суспільно-громадську працю СФУЖО зосереджено на фінансовій допомозі студенткам, колишнім політв’язням в Україні та у винагороді студенток діяспори, які вивчають українську мову. СФУЖО щороку передає 26000 канадських доларів Шкільній Раді Торонто на потреби їх праці. Щороку жіночі організації передають фінанси на різні потреби в Україні, а саме:
- допомога хворим, сиротам і сиротинцям
- допомога колишнім політв’язням
- допомога хворим дітям на лікування
- закупівля медикаментів для лікарень в Україні
- надання стипендій студенткам
- організація літніх таборів для дітей та студенток в Україні
- допомога потерпілим від стихійних лих в Україні

Тільки у 2010 році складові жіночі організації СФУЖО вислали до України понад 960 тисяч доларів США на підтримку дітей, осіб похилого віку та закупи обладнання до лікарень.
Союз українок Америки допомагав мешканцям і мешканкам сіл Прутівка та Столови в результаті повеней у Західній Україні. У 2009 році СУА створив проект «Допомога і догляд за старшими». Вибрано 10 пансіонів із різних областей України для допомоги пенсіонер(к)ам. На цю ціль СУА призначив 30 тисяч доларів США, а 12 вересня 2009 року Союз Українок Америки виділив 25 тис. долярів на створення фільму «Життя у мертвій зоні» — про Чорнобиль після атомної катастрофи. Від 2008 р. СУА заснував проект «Бабусям і сиротинцям», на який було призначено 72 тисячі доларів. Для потребуючих в Україні було призначено понад 103 тисячі долярів. СУА має і багато інших проектів. Наприклад за 2008—2011 роки СУА виплатив 1411 стипендій на суму 303 тисячі 590 доларів для студентства в Україні.
Усі жіночі організації СФУЖО присвячують багато уваги для збереження української мови, культури, традицій та історії України в країнах їх постійного поселення. З цієї причини фінанси призначені для утримання українських шкіл, церков та народних домів. Так, Союз українок Канади призначив свої фінансові зобов’язання на: Поміч Україні — 34 тисячі доларів, утримання і розбудову церковних храмів — 300 тис. доларів, дитячі табори — 5 тисяч доларів, допомогу новим іміґрантам — 15 тисяч доларів, стипендії — 7 тисяч доларів, рідні школи — 10 тис. доларів, Український музей у Канаді — 10 тисяч доларів та на виховну працю з молоддю — 8 тисяч доларів.
Завдання СФУЖО полягає не тільки у праці для України. Організація ще старається зберегти в діаспорі українську мову, історію і традиції. Тому дуже важливою є праця жіночих організацій із молоддю. Так, Ліґа Українок Канади працює над тим, щоб закінчити фільм про УПА, фільм про історію Українців у Закерзонні, фільм про третю хвилю українських іміґрантів, які приїхали до Канади через пристань «Pier-21», Галіфакс.
Поза допомогою Україні, жіночі організації надають допомогу і потребуючим у країнах їх проживання. Складові жіночі організації СФУЖО, так званої четвертої хвилі іміґрації, працюють у такому напрямку, щоб відкривати школи з вивченням української мови в країнах їх поселень — Італії, Іспанії, Португалії. Там вже працюють суботні українські школи. Жіночі організації допомагають новоприбулим у адаптації, влаштуванні на роботу, вивченні мови нової країни, оформленні правових документів тощо.

## Політична позиція СФУЖО щодо подій в Україні

### Євромайдан
СФУЖО посилала листи до Президента України та до часописів із приводу різних проблем: вжитку української мови, звільнення Юлії Тимошенко, Юрія Луценка, Надії Савченко, та про дотримання людських прав у кожному аспекті. Від листопада 2013 року із приводу подій в Україні, з часу Майдану СФУЖО реагувала на всі події Євромайдану листами підтримки демократичного уряду, проханнями та пресовими повідомленнями. 

### Надія Савченко
СФУЖО приділила особливу увагу підтримці Надії Савченко та активно боролась за її звільнення. Всі складові організації у країнах свого осідку долучилися до цієї акції — це листи до Уряду, до часописів і т. п.	
СФУЖО провела акцію «Листи дітей — Надії», під час якої закликали дітей, школярів та молодь писати листи Надії Савченко та висловити їй підтримку. Організація передала листи сестрі Савченко, коли вона була в Торонто. 
Під час Комісії Статусу Жінок при ООН у березні 2015 СФУЖО поширювала інформацію про ситуацію з Надією Савченко: роздавати інформаційні листівки та закликати учасниць приєднатись до акції її звільнення.

## Складові організації СФУЖО
| Країна та діаспора  | Назва організації українською                                                                  | Назва організації мовою країни                                        | Голова                    |
| ------------------- | ---------------------------------------------------------------------------------------------- | --------------------------------------------------------------------- | ------------------------- |
| Австралія           | Союз українок Австралії                                                                        | Ukrainian Women”s Association in Australia – Federal Executive        | Люба Кай                  |
| Аргентина           | Союз українок Аргентини                                                                        | The Union de Mujeres Ucranias en la Republica Argentina               | Христина Липинська        |
| Аргентина           | Об’єднання жінок «Просвіта»                                                                    | Union de Mujeres “Prosvita”                                           | Наталія Гоцалюк           |
| Аргентина           | Організація українок «Відродження»                                                             | Organization de Mujeres Ucranias “Renacimiento”                       | Галина Глушка             |
| Бельгія             | Об’єднання українок Бельгії                                                                    | Union des Femmes Ukrainiennes en Belgique                             | Наталія Осташ             |
| Бразилія            | Жіноча організація при Українсько-Бразилійськім Союзі (Організація Українських Жінок Бразилії) | Organização Feminina – SUBRAS                                         | Марілена Мальовано Саншис |
| Велика Британія     | Організація українських жінок Великої Британії                                                 | Association of Ukrainian Women in Great Britain                       | Ірина Терлецька           |
| Естонія             | Союз українок Естонії                                                                          | Ukraina Naiste Liit Eestis                                            | Віра Щаннікова            |
| Італія              | Добровільна асоціація українських жінок Італії,Неаполь                                         | Associazione di Volontariato Donne Ukraine in Italia                  | Тетяна Макух              |
| Італія              | Асоціація українських жінок-робітниць Італії                                                   | Associazione delle Donne Ukraine Lavoratrici in Italia                | Світлана Ковальська       |
| Італія              | Асоціація "Ластівка"                                                                           | Association "Lastivka"                                                | Лоліта Глушкова           |
| Канада              | Союз українок Канади                                                                           | Ukrainian Women’s Association of Canada                               | Одарка Москалюк-Руткай    |
| Канада              | Організація українок Канади імені Ольги Басараб                                                | Ukrainian Women’s Organization of Canada                              | Оксана Коломоєць          |
| Канада              | Ліґа українок Канади                                                                           | League of Ukrainian Women in Canada                                   | Олеся Луців-Андрийович    |
| Канада              | Ліґа українських католицьких жінок Канади                                                      | Ukrainian Catholic Women’s League of Canada                           | Марлен Боднар             |
| Литва               | Союз українок Литви                                                                            | Lietuvos Ukrainiečių Moterų Sąjunga                                   | Тетяна Моргун             |
| Нідерланди          | Українці в Нідерландах                                                                         | Foundation "Ukrainians in Netherlands"                                | Віра Луценко              |
| Німеччина           | Об’єднання українських жінок Німеччини                                                         | Ukrainischer Frauenverband in Deutschland                             | Марія Ковалишин           |
| Польща              | Союз Українок Польщі                                                                           | Ukrainian Women’s Association in Poland                               | Катерина Сіроцька         |
| Румунія             | Організація жінок українок Румунії                                                             | Uniunea Femeilor Ucrainene din România                                | Мірела Чукур              |
| США                 | Союз українок Америки                                                                          | Ukrainian National Women’s League of America, Inc.                    | Наталія Павленко          |
| США                 | Об’єднання Жінок Оборони Чотирьох Свобід України                                               | Women’s Ass’n for Defence of Four Freedoms of Ukraine (WADFFU-HDQTRS) | Марійка Крутяк            |
| Турецька республіка | Українська громада "Українська родина" в Туреччині                                             | Ukrainion Communiti "Ukrainska rodyna" in Turkey                      | Віта Михайлова            |
| Франція             | Союз українок Франції                                                                          | Ass’n des Femmes Ukrainiennes en France                               | Надія Мигаль              |
| Швеція              | Українська Жіноча Організація в Швеції                                                         | Ukrainian Women Association in Skandinavia                            | Зоряна Кікцьо             |

## Голови СФУЖО
Організацію очолювали:
- Олена Кисілевська (1948—1956)
- Олена Залізняк (1956—1969)
- Олена Лотоцька (1969—1972)
- Стефанія Савчук (1972—1977)
- Лідія Бурачинська (1977—1982)
- Марія Квітковська (1982—1992)
- Оксана Соколик (1992—2002)
- Марійка Шкамбара (з 2003)
- Орися Сушко (2012—2018)
- Анна Кісіль (2018—2020)
- Євгенія Петрова (2020-2023)
- Ярослава Хортяні (2023 - )

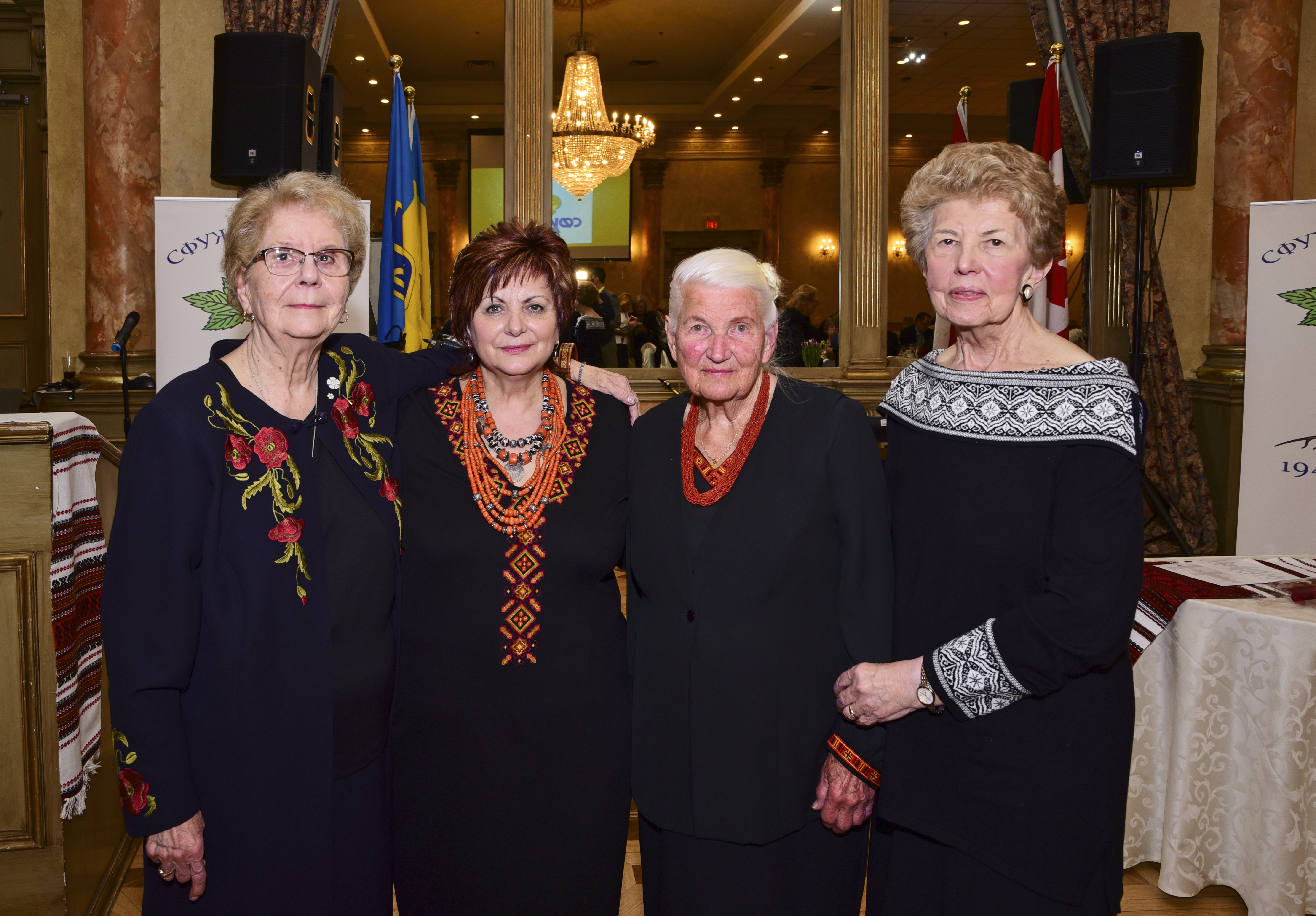
Голови СФУЖО 1992—2020 Орися Сушко, Анна Кісіль, Оксана Бризгун-Соколик та Марійка Шкамбара на святкуванні 70-річчя організації

У 1966—1971 заступницею голови СФУЖО була Стефанія Пушкар.
На першому Світовому Конгресі Вільних Українців голова СФУЖО увійшла до Секретаріату СКВУ, на другому (1973) обрана заступницею голови.

## Почесні членкині
- Євгенія Петрова (Голова СФУЖО в 2020-2023)
- Оксана Бризгун-Соколик (Голова СФУЖО в 1992—2002)
- Орися Сушко (Голова СФУЖО в 2012—2018)
- Євгенія Ситник
- Галина Касіян — СУА Австралії (відзначена в 2018 році на ХІ Конгресі Головою Орисею Сушко)
- Надія Шміґель — СУА США (відзначена в 2018 році на ХІ Конгресі Головою Орисею Сушко)
- Анна Карпинець — ОУЖ Великої Британія (відзначена в 2018 році на ХІ Конгресі Головою Орисею Сушко)
- Олена Процюк — СУА США

## Публікації СФУЖО
«Українка в світі» — квартальник СФУЖО. Вперше виданий у 1963 році. СФУЖО продовжує видавати журнал і сьогодні. Ціллю і завданням видання є не тільки інформувати аудиторію про діяльність СФУЖО, але й знайомити з досягненнями і героїчними вчинками українок, як у минулому, так і сьогодні. Тематика журналу — розмаїта. Велику кількість примірників висилають безкоштовно в Україну і в країни, які не мають фінансової можливості передплачувати видання. Раз у рік виходить англомовне видання журналу, спрямоване на пропаганду праці СФУЖО в англомовному світі і, зокрема, для інформації про працю СФУЖО в різних Комісіях при ООН. Безкоштовно висилають журнал також і до бібліотек у діаспорі та в Україні.  
За частковим спонсорством СФУЖО видана у Львові книга Соломії Крушельницької — «Міста і слава» у 2009 році. При презентації книги в Торонто СФУЖО провела розпродаж цієї книги.